# Vilusza

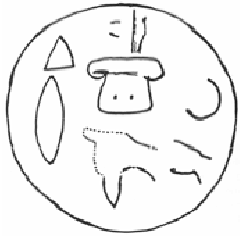
Tarhuntanu pecsétje luvi nyelvű hieroglif írással

Vilusza (Vilusa, Wilusa) a bronzkorból, hettita nyelvű szövegek alapján ismert régió és/vagy állam. Hat ismert történeti hivatkozás van a régióról: KURURUú-i-lu-ši-i̯a, KURURUú-i-lu-uš-i̯a, KURURUú-i-lu-uš, KURURUú-i-lu, ][URU]ú-i-lu-ša, KURURUu̯i5-lu-ši-i̯a alakokban, luvi nyelvű szövegben ú-i-lu-ša-ti. Mindenképpen az arzavai régióban feküdt, de pozíciója még nem teljes körűen elfogadott.

## Említései
Vilusza valószínűleg létezett már az i. e. 14. század első felében is. Thébában feltártak egy szobortalapzatot, amely III. Amenhotep idejéből származik és Mukanu, Keftiu mellett Wilusa is szerepel rajta.
Először Manapa-Tarhuntasz említi a levélben (CTH#191, KUB 19.5, KBo 19.19), amelyet II. Murszilisznak írt (i. e. 14. század–i. e. 13. század fordulója környéke). Ebben a Szeha folyó túlpartjára helyezi a területet.
Vilusza első ismert uralkodója Kukunnisz volt, neve az Alakszandusz-szerződésben szerepel (CTH#76). Ezt Alakszandusz és II. Muvatallisz kötötték, de nem derül ki belőle, hogy Alakszandusz a közvetlen utódja volt-e, és rokoni kapcsolatban állt-e vele. I. e. 1280 körüli a szerződés, de Kukkuniszt Szuppiluliumasz idejére utalva említik. A név alapján próbálták Küknosszal azonosítani, akit Akhilleusz ölt meg. A politikai háttér alapján feltehető, hogy Arzava részeire esett szét, önálló királyságok sora alakult ki.
Az i. e. 13. század közepén Tavagalavasz a III. Hattuszilisznek írt levelében említ egy konfliktust Viluszával.
Valmusz az utolsó ismert név Vilusza uralkodói közül. Őt a Millavanda-levél említi az i. e. 13. század vége felé, III. (IV.) Tudhalijasz uralkodása alatt. Pijamaradu, Millavanda uralkodója került összetűzésbe vele, aki viszont hosszú életű lehetett, már már a Manapa-Tarhuntasz levél is tartalmazza a nevét.

## Lokalizálása
A történelmi azonosításokat megnehezíti az a körülmény, hogy az Alakszandusz-szerződésben hatféle módon írt névvel szerepel, a más régiók uralkodóinak említései semmilyen egyéb információt nem tartalmaznak, de még az Alakszandusz-levél adatai is többféle megoldásra adnak módot.
Egyre általánosabb a feltételezés, miszerint Trója VII/a – az ásatásokon hetedik szint korábbi felén talált város maradványa – lehetett Homérosz Trójája. Bár ezt a nézetet nem minden szakember osztja, vannak olyan feltételezések, melyek szerint a következő réteg, a Trója VI Viluszával azonos, és a hettita feliratok ezt említik. A kérdés azonban nem eldöntött, a lokalizálás még mindig esetlegességeken alapul.
A korábbi elképzelések szerint Vilusza a délnyugat-anatóliai Lukkával (Lükia) azonos, amelyet a luvi és lük nyelvű adatokra alapoztak, mivel a luvik befolyási övezete éppen Lukkáig ért, és ennél északabbra nem feltételezték a luvi megjelenését. Ezt erősíti Kuruntijasz és III. (IV.) Tudhalijasz szerződése, amelyben Vilusza a Kasztarajasz folyó után következik. Ez pedig nem más, mint a Parha (klasszikus Perga) melletti Kesztrosz, Lukka és Tarhuntasszasz közös határa. Ugyanitt Vijanavanda (Oinoanda) és Talava (Tlosz) is említésre kerül, valamint az Avarna folyó (görög Xanthosz).
1997-ben és 1998-ban Starke és Hawkins egymás után adták ki munkáikat, amelyben egymástól függetlenül a Trója VI nevű várost jelölték meg Vilusza legfontosabb településeként. A név etimológiája is erősíti ezt a feltevést: Wilušiya → *Wiluḫiya → görögösödés → *Wilwia → *Īlia → Īlios (Ὶλιος). A homéroszi eposzokban Íliont mindig államként emlegetik. I. (II.) Tudhalijasz idejéből viszont URUTa-ru-ú-i-ša vagy URUTa-ru-i-ša nevű településről van említés, amely kapcsolható a Trója névhez. Ugyanakkor Neumann 1999-ben három helynév alapján a luvi nyelvterület északnyugati határaként a Márvány-tengert jelölte meg. E térség két azonosítható bronzkori városa Trója és Pedasszasz, amely utóbbi később Pedaszosz, majd Asszosz néven vált ismertté a klasszikus ókorban.
A trójai VIa-h, VIIa/VIi, VIIb1/VIj rétegek körülbelül i. e. 1730 és i. e. 1150 között keletkeztek. A VIIb rétegből feltártak egy bikonkáv írnoki pecsétet, amelyen a tulajdonos neve Tarhuntanu. E név az anatóliai Tarhuntasz isten és egy hettita személynévképző (-nu) összetétele. Az Alakszandusz-szerződésben szerepel egy istenség neve: D[...]ap-pa-li-u-na-aš, amely Apollón nevére hasonlít, de töredékessége miatt további etimológiai vizsgálatokra nem alkalmas. Mindenesetre az Íliászban Apollón hangsúlyosan kapcsolódik a lükökhöz. Oettinger (1994) a lüd Qλdãś istennévvel rokonította. Maga az Alakszandusz név is a görög Alexandrosz hettita változatának tűnik, és a homéroszi eposzban Parisz görög ragadványneve is Alexandrosz volt.
Az ezredforduló környékén felmerült, hogy a korábbi Vilusza-Lukka azonosítás akár még helytálló is lehet, mivel a korban két lük terület azonosítható, egy déli (Lükia) és egy északi (Trója környéke). Az északi lükök lehettek Trója támogatói, később Szardeisz elfoglalói.
Vilusza az i. e. 12. századtól nem található meg a forrásokban, de ez inkább kapcsolható a Hettita Birodalom összeomlásához, vagyis a források megszűnéséhez, semmint az ország megszűnéséhez. Mindenesetre Vilusza további története egyelőre nem ismert. A későbbi Müszia államtól meglehetősen nagy időbeli távolság választja el ahhoz, hogy a kettőt közvetlenül összeköthessük.

## Vilusza uralkodói
- Kukunnisz – i. e. 14. század második fele
- (Parijamuvasz?)
- Alakszandusz – i. e. 13. század első fele
- Valmusz – i. e. 13. század vége

## Külső hivatkozások
- Milyen nyelven beszéltek Trója VI városában, azaz Wilušában?